# Liste der Universitäten in den Vereinigten Arabischen Emiraten
Dies ist eine Liste der Universitäten in den Vereinigten Arabischen Emirate (VAE).
| Emirat                                                       | Institut                                                               |           |                      |
| ------------------------------------------------------------ | ---------------------------------------------------------------------- | --------- | -------------------- |
| Emirat                                                       | Institut                                                               | Abu Dhabi | Abu Dhabi University |
| Al Ain University                                            |                                                                        | Abu Dhabi |                      |
| Institute Of Management Technology Dubai                     |                                                                        | Abu Dhabi |                      |
| Emirates Diplomatic Academy                                  |                                                                        | Abu Dhabi |                      |
| Emirates Institute for Banking and Financial Studies (EIBFS) |                                                                        | Abu Dhabi |                      |
| Emirates Institute For Citizenship And Residence             |                                                                        | Abu Dhabi |                      |
| European International College                               |                                                                        | Abu Dhabi |                      |
| Fatima College of Health Science                             |                                                                        | Abu Dhabi |                      |
| Higher Colleges of Technology                                |                                                                        | Abu Dhabi |                      |
| INSEAD                                                       |                                                                        | Abu Dhabi |                      |
| Khalifa University                                           |                                                                        | Abu Dhabi |                      |
| National Defense College of the United Arab Emirates         |                                                                        | Abu Dhabi |                      |
| New York Institute of Technology                             |                                                                        | Abu Dhabi |                      |
| New York University, Abu Dhabi                               |                                                                        | Abu Dhabi |                      |
| Sorbonne University, Abu Dhabi                               |                                                                        | Abu Dhabi |                      |
| Police College                                               |                                                                        | Abu Dhabi |                      |
| Rabdan Academy                                               |                                                                        | Abu Dhabi |                      |
| Syscoms College                                              |                                                                        | Abu Dhabi |                      |
| United Arab Emirates University                              |                                                                        | Abu Dhabi |                      |
| Universitè Mohammed V-Agdal Abu Dhabi                        |                                                                        | Abu Dhabi |                      |
| University of Strathclyde Business School - UAE              |                                                                        | Abu Dhabi |                      |
| Zayed II Military College                                    |                                                                        | Abu Dhabi |                      |
| Zayed University                                             |                                                                        | Abu Dhabi |                      |
| Ajman                                                        | Ajman University (AU)                                                  |           |                      |
| Ajman                                                        | City University College of Ajman                                       |           |                      |
| Ajman                                                        | Gulf Medical University                                                |           |                      |
| Ajman                                                        | International College of Law & Business Administration (ICLBAT), Ajman |           |                      |
| Ajman                                                        | University College of Mother and Family Science                        |           |                      |
| Dubai                                                        | Abu Dhabi University - Dubai                                           |           |                      |
| Dubai                                                        | Al Dar University College                                              |           |                      |
| Dubai                                                        | Al Falah University                                                    |           |                      |
| Dubai                                                        | Atlas Educational Institute Dubai                                      |           |                      |
| Dubai                                                        | Al Ghurair University                                                  |           |                      |
| Dubai                                                        | American College Of Dubai                                              |           |                      |
| Dubai                                                        | American University in Dubai                                           |           |                      |
| Dubai                                                        | American University in the Emirates                                    |           |                      |
| Dubai                                                        | Amity University Dubai                                                 |           |                      |
| Dubai                                                        | Birla Institute of Technology and Science, Pilani – Dubai Campus       |           |                      |
| Dubai                                                        | British University in Dubai                                            |           |                      |
| Dubai                                                        | Canadian University Dubai                                              |           |                      |
| Dubai                                                        | City, University of London                                             |           |                      |
| Dubai                                                        | Curtin University                                                      |           |                      |
| Dubai                                                        | Dubai Institute of Design and Innovation                               |           |                      |
| Dubai                                                        | Dubai Medical College                                                  |           |                      |
| Dubai                                                        | Dubai Pharmacy College For Girls                                       |           |                      |
| Dubai                                                        | Dubai Police Academy                                                   |           |                      |
| Dubai                                                        | The Emirates Academy of Hospitality Management                         |           |                      |
| Dubai                                                        | Emirates Aviation University                                           |           |                      |
| Dubai                                                        | Emirates College For Management And Information Technology             |           |                      |
| Dubai                                                        | Esmod French Fashion Institute                                         |           |                      |
| Dubai                                                        | European University College                                            |           |                      |
| Dubai                                                        | Hamdan Bin Mohammed Smart University                                   |           |                      |
| Dubai                                                        | Heriot-Watt University Dubai                                           |           |                      |
| Dubai                                                        | Higher Colleges Of Technology - Dubai Branch                           |           |                      |
| Dubai                                                        | Hult International Business School                                     |           |                      |
| Dubai                                                        | Imam Malik College For Islamic Sharia And Law                          |           |                      |
| Dubai                                                        | Institute of Management Technology, Dubai                              |           |                      |
| Dubai                                                        | Islamic And Arabic Studies College - Dubai                             |           |                      |
| Dubai                                                        | Islamic Azad University, UAE Branch                                    |           |                      |
| Dubai                                                        | Jumeira University                                                     |           |                      |
| Dubai                                                        | London Business School                                                 |           |                      |
| Dubai                                                        | Maktoum Bin Hamdan Dental University College                           |           |                      |
| Dubai                                                        | Manipal University Dubai                                               |           |                      |
| Dubai                                                        | MENA College of Management                                             |           |                      |
| Dubai                                                        | Michigan State University in Dubai                                     |           |                      |
| Dubai                                                        | Middlesex University in Dubai                                          |           |                      |
| Dubai                                                        | MODUL University Dubai                                                 |           |                      |
| Dubai                                                        | Mohammed bin Rashid School of Government                               |           |                      |
| Dubai                                                        | Mohammed Bin Rashid University Of Medicine And Health Sciences         |           |                      |
| Dubai                                                        | Moscow University for Industry and Finance (Synergy)                   |           |                      |
| Dubai                                                        | Murdoch University, Dubai                                              |           |                      |
| Dubai                                                        | Rochester Institute of Technology of Dubai                             |           |                      |
| Dubai                                                        | Royal College Of Surgeons In Ireland                                   |           |                      |
| Dubai                                                        | S P Jain School of Global Management                                   |           |                      |
| Dubai                                                        | SAE Institute                                                          |           |                      |
| Dubai                                                        | Saint Joseph University – Dubai                                        |           |                      |
| Dubai                                                        | Saint-Petersburg State Economic University (Dubai branch)              |           |                      |
| Dubai                                                        | Shaheed Zulfikar Ali Bhutto Institute of Science and Technology        |           |                      |
| Dubai                                                        | The College Of Fashion And Design                                      |           |                      |
| Dubai                                                        | The National Institute for Vocational Education (NIVE)                 |           |                      |
| Dubai                                                        | The University of Manchester Worldwide                                 |           |                      |
| Dubai                                                        | University Of Balamand – Dubai                                         |           |                      |
| Dubai                                                        | University of Birmingham Dubai                                         |           |                      |
| Dubai                                                        | University of Bradford                                                 |           |                      |
| Dubai                                                        | University of Dubai                                                    |           |                      |
| Dubai                                                        | University of Exeter                                                   |           |                      |
| Dubai                                                        | University Of Jazeera                                                  |           |                      |
| Dubai                                                        | University Of Modern Sciences                                          |           |                      |
| Dubai                                                        | University of South Wales in Dubai                                     |           |                      |
| Dubai                                                        | University of Wollongong in Dubai                                      |           |                      |
| Dubai                                                        | Zayed University                                                       |           |                      |
| Fujairah                                                     | University Of Fujairah                                                 |           |                      |
| Fujairah                                                     | Higher Colleges of Technology - Fujairah branch                        |           |                      |
| Ras Al Khaimah                                               | Abasyn University - Ras Al Khaimah Campus                              |           |                      |
| Ras Al Khaimah                                               | American University of Ras Al Khaimah                                  |           |                      |
| Ras Al Khaimah                                               | AGI's Atlas International Education, RAK                               |           |                      |
| Ras Al Khaimah                                               | Bath Spa University Ras Al Khaimah                                     |           |                      |
| Ras Al Khaimah                                               | Birla Institute of Technology, Ras Al Khaimah                          |           |                      |
| Ras Al Khaimah                                               | University of West London, Ras Al Khaimah                              |           |                      |
| Ras Al Khaimah                                               | University of Stirling, Ras Al Khaimah                                 |           |                      |
| Ras Al Khaimah                                               | Bolton University of Ras Al Khaimah                                    |           |                      |
| Ras Al Khaimah                                               | Cornerstone College of International Studies, Ras Al Khaimah           |           |                      |
| Ras Al Khaimah                                               | Higher Colleges of Technology - Ras Al Khaimah Men’s College           |           |                      |
| Ras Al Khaimah                                               | Higher Colleges of Technology - Ras Al Khaimah Women’s College         |           |                      |
| Ras Al Khaimah                                               | London American City College                                           |           |                      |
| Ras Al Khaimah                                               | École Polytechnique Fédérale de Lausanne                               |           |                      |
| Ras Al Khaimah                                               | Ras al-Khaimah Medical and Health Sciences University                  |           |                      |
| Sharjah                                                      | Al Qasimia University                                                  |           |                      |
| Sharjah                                                      | American University of Sharjah                                         |           |                      |
| Sharjah                                                      | Emirates Institute for Banking and Financial Studies (EIBFS)           |           |                      |
| Sharjah                                                      | Capital College - Sharjah                                              |           |                      |
| Sharjah                                                      | Career Campus Sharjah                                                  |           |                      |
| Sharjah                                                      | Higher Colleges of Technology                                          |           |                      |
| Sharjah                                                      | Khalifa University                                                     |           |                      |
| Sharjah                                                      | Police Sciences Academy                                                |           |                      |
| Sharjah                                                      | Skyline University College, Sharjah                                    |           |                      |
| Sharjah                                                      | King’s Business School                                                 |           |                      |
| Sharjah                                                      | Lincoln University of Business and Management                          |           |                      |
| Sharjah                                                      | Success Point College                                                  |           |                      |
| Sharjah                                                      | University of Sharjah                                                  |           |                      |
| Sharjah                                                      | Westford School of Management                                          |           |                      |